# Maximilian Mayla
Maximilian Mayla (* 22. Juni 1730 in Loosdorf in Niederösterreich; † 19. oder 20. September 1799 in Königshof im Burgenland) war ein österreichischer Zisterzienser und 57. Abt des Stiftes Heiligenkreuz.

## Leben
Maximilian legte am 8. September 1750 die Gelübde ab und feierte am 30. September 1753 seine Primiz. Er lehrte zunächst im Stift Theologie, war dann von 1758 bis 1761 Pfarrverweser in Jennersdorf, von 1762 bis 1767 Administrator in St. Gotthard und von 1767 bis 1771 Subprior. Die folgenden drei Jahre verwaltete er das Gut Trumau und von 1774 bis 1779 Niederleis. 1779 wurde Mayla zum Hofmeister in Wien ernannt und blieb in dieser Funktion bis 1781 dort. Trumau verwaltete er abermals und wurde 1788 als Kommendatarabt des Stiftes eingesetzt. Als 1790 Marian II. Reutter kanonisch zum Abt gewählt worden war, wurde Mayla mit der Verwaltung von Königshof betraut, wo er verstarb.